# Die Jayne Mansfield Story
Die Jayne Mansfield Story (The Jayne Mansfield Story) ist ein US-amerikanisches biografisches Fernseh-Drama von Dick Lowry aus dem Jahr 1980. Basierend auf dem Leben von Jayne Mansfield stellt Loni Anderson die Schauspielerin dar, Arnold Schwarzenegger ihren Bodybuilder-Ehemann. Der Arbeitstitel lautete Jayne Mansfield: A Symbol of the ’50s’. Das Drehbuch basiert auf dem Buch Jayne Mansfield and the American Fifties von Martha Saxton.
Die Erstausstrahlung erfolgte am 29. Oktober 1980 auf CBS. In Deutschland wurde der Film im September 1987 auf Video erstveröffentlicht.
In dem Buch The Official Razzie Movie Guide von John J. B. Wilson, dem Gründer der Goldenen Himbeere, wird der Film zu den 100 unterhaltsamsten schlechten Filmen aller Zeiten gezählt.

## Handlung
Der Film erzählt den fiktionalisierten Aufstieg und Fall von Hollywood-Sexbombe und Sexsymbol Jayne Mansfield.
Im Jahr 1967 beendet Jayne Mansfield eine Show in Mississippi und telefoniert mit einem Münzfernsprecher mit Mickey Hargitay über eine gemeinsame Tour. Mansfield steigt in ein Auto und wird in einen Unfall verwickelt, als der Fahrer versucht, einen Wagen zu überholen. Auf einem Fernschreiber ist die Nachricht über Mansfields Tod zu lesen. Ein Ansager liest diesen Text vor, es folgen der Abspann und Bilder von Mansfield als Kind und junger Frau.
In der nächsten Szene wird Hargitay über Mansfield interviewt (Hargitays graue Haare deuten an, dass dies einige Zeit nach ihrem Tod stattfindet). Hargitay zeigt einige Fotos von ihr, eines davon zeigt die dunkelhaarige Mansfield mit einem Schimpansen als Werbung für eine Filmpremiere in dem Kino, in dem Mansfield Popcorn verkaufte. (Hargitay führt durch den Rest des Films.) Es ist zu sehen, wie die alleinerziehende Mansfield, die sich um ihre Tochter Jayne Marie kümmert, nachdem der Vater sie aufgrund ihrer Schauspielambitionen verlassen hatte, im Kino und zu Hause den Wunsch äußert, in Filmen mitzuspielen.
In der nächsten Szene trifft Mansfield den Künstleragenten Bob Garrett auf der Straße. Es gelingt ihr, Garrett davon zu überzeugen, ihr ein Vorsprechen für einen Einzeiler in einem Film zu ermöglichen, nachdem sie die Brust herausgedrückt und gezeigt hat, dass sie mehr als Marilyn Monroe hat. Beim Vorsprechen lehnt Mansfield es ab, die geforderte Zeile vorzulesen und trägt stattdessen eine Zeile aus Kehr zurück, kleine Sheba vor. Sie erhält die Rolle nicht.
Später trifft sie sich mit Garrett, gibt hohe Töne von sich, posiert und fragt ihn rhetorisch, ob das von ihr erwartet wird. Garrett macht ihr Hoffnung, falls sie abnimmt und ihre Haarfarbe ändert. Mansfield gibt an, dass sie ein Bimbo-Image aufrechterhalten wird, bis ihre Karriere in Gang kommt und sie sich ernsten Rollen widmen kann. Einen Monat später trifft sich Mansfield mit blonden Haaren und pinkem Kleid mit Garrett und erhält kostenlos einen pinken Cadillac. Als Nächstes tritt Mansfield in einem südamerikanischen Presseclub auf und verteilt dort Weihnachtsgeschenke, wobei sie nur einen Bikini mit weißem Fell trägt. Bei einem Fotoshooting in Florida gibt Mansfield vor, in den Pool zu fallen (wobei sie ihr Bikinioberteil verliert) und ruft, dass sie nicht schwimmen kann, um die Aufmerksamkeit der Fotografen zu erhalten.

## Auszeichnungen
Nominierungen für den Primetime Emmy Award:
- Kostüme für ein Special – Warden Neil
- Makeup – Alan Friedman und Lona Jeffers
- Frisuren – Silvia Abascal und Janis Clark